# Años fáciles
Anni facili (conocida en español como Años fáciles en España) es una película dramática de 1953 dirigida por Luigi Zampa y protagonizada por Nino Taranto. Trata sobre un profesor siciliano que es trasladado a Roma con su familia, donde se pierde en el laberinto de la burocracia en los ministerios.

## Argumento
El profesor Luigi De Francesco es profesor en un pueblo siciliano, no exento de disputas por su rigor moral y su visión progresista. Su mujer, que sueña con la gran ciudad, logra a través de conocidos conseguir el traslado de su marido a Roma, a pesar de que este último protesta por la escasez de su salario en comparación con los costes en la capital. El barón La Prua, casero del profesor que fue alcalde en el período fascista, pero ahora es candidato a alcalde con los votos de la izquierda, recuerda la amistad de De Francesco con el honorable Rapisarda, que maduró en la época en que estuvo encarcelado en Sicilia. Luego propone a De Francesco complementar el magro salario siguiendo el proceso de autorización de un fármaco, Virilon, alardeado como un milagro para el desempeño masculino, en el Ministerio.
Como el íntegro De Francesco no quiere aprovecharse de su amistad con Rapisarda, sus agotadoras andanzas en los despachos ministeriales se estrellan contra el muro de la burocracia y de nada sirve por fin poder acercarse de manera afortunada al comendador Larina, gerente a quien pertenece la expedición de la autorización. Ante la ineficacia del profesor, La Prua, que se fue a Roma a tomar cartas en el asunto, se reencuentra con sus compañeros del pasado en una tertulia de fascistas nostálgicos. Le sugieren que se acerque a la mujer de Larina, su vieja conocida, y es a través de los buenos oficios de la señora, y pagando un fuerte soborno, que La Prua consigue la autorización para el Virilon. En ese momento, los servicios de De Francesco ya no son necesarios y el profesor se encuentra sin el salario adicional justo cuando tiene que sufragar los gastos del matrimonio de su hija.
Presionado por compromisos económicos familiares, De Francesco acepta lo que desdeñosamente se había negado hasta entonces: amañar exámenes a cambio de una suma de dinero. Pero se descubre el crimen y lo arrestan durante la fiesta de bodas de su hija. Su abogado, que fue alumno suyo y recuerda el rigor moral de su antiguo maestro, intenta por todos los medios ayudarlo. Di Francesco, sin embargo, rechaza cualquier atenuante y pide recibir una sentencia ejemplar, lo que sucederá. El día que lo llevan a prisión, ve a Larina en la estación partiendo hacia Milán, donde ha sido trasladado después de que surgiera la corrupción vinculada al Virilon. Este es el único castigo para el funcionario ministerial, mientras que De Francesco irá a prisión, donde promete enseñar a los reclusos.

## Reparto
- Nino Taranto como Profesor Luigi De Francesco.
- Clelia Matania como Rosina.
- Giovanna Ralli como Teresa.
- Gino Buzzanca como Barón Ferdinando La Prua.
- Armenia Balducci como Baronesa La Prua.
- Salvatore Campochiaro como Director.
- Flirt Consalvo como Rosolino Loffredo.
- Gabriele Tinti como Piero Loffredo.
- Angiola Maria Faranda como Teresa Loffredo.
- Eleonora Tranchina como Assunta Loffredo.
- Checco Durante como portero del Ministerio.
- Gildo Bocci como ujier del Ministerio.
- Mara Berni como Vercesi, estudiante procaz.
- Guglielmo Inglese como jefe de división en el Ministerio.
- Aldo Casino como Comendador Larina
- Alda Mangini como Fedora Larina.
- Giovanni Grasso como Mario Rapisarda.
- Turi Pandolfini como el veterano.
- Riccardo Billi como él mismo.
- Mario Riva como él mismo
- Domenico Modugno como abogado Rocco Santoro.